# Charles Mitchill Bogert
Charles Mitchill Bogert (4 de junio de 1908–10 de abril de 1992) fue un herpetólogo estadounidense. Fue también curador de herpetología e investigador para el Museo Americano de Historia Natural. Bogert publicó entre otros sobre la termorregulación en reptiles.